# Bourabay
Bourabay (каз. Бурабай; appelé jusqu'en 2005 Borovoye) est une localité de l'Oblys d'Aqmola au Kazakhstan, et une station thermale depuis 1910. La station thermale, érigée sur le lac éponyme, propose sanatorium, bain de boue, etc.  Elle fonctionne toute l'année. La principale indication thérapeutique pour les soins au sanatorium de Bourabay est la tuberculose, ainsi que les maladies des organes respiratoires.

## Géographie
La localité se situe à 95 km au Sud-Est de Kokchetaou, à 20 km au Nord de la gare de chemin de fer Station Thermale Bourabay (à Chtchoutchinsk).
Elle est située sur les collines de Kokchetaou, à une altitude d'environ 480 m, environnée d'une forêt de pins, entre les lacs Bourabay et Grand Tchebatch.
Bourabay est surnommée « la perle du Kazakhstan » et « la Suisse kazakhe »[réf. nécessaire]. Le parc national de Bourabay comporte 14 grands lacs, dont Bourabay, Chtchoutche, et Kotyrkol, et aussi un grand nombre de petits lacs. Ce parc est emblématique des montagnes de Kokchetaou, aussi surnommées les montagnes bleues (en russe : Синюха) qui culminent à 947 m d'altitude.
La faune de Bourabay recense environ 300 espèces de vertébrés, et la flore, 800 plantes de forêt, de prairie et de marais salants.

## Population
| 1959 | 1970 | 1979 | 1989 | 1991 | 1999 | 2009 | 2012 |  |
| 5385 | 6102 | 7269 | 7285 | 7400 | 5523 | 4225 | 5800 |  |

## Économie
En novembre 2009, l'autoroute Astana - Chtchoutchinsk a été mise en service.

## Personnalités
- (ru) Boris Liapounov (1862-1943), linguiste slaviste mort et enterré à Borovoïe.
- Fiodor Chtcherbatskoï (1866-1943), indianiste, mort à Bourabay.

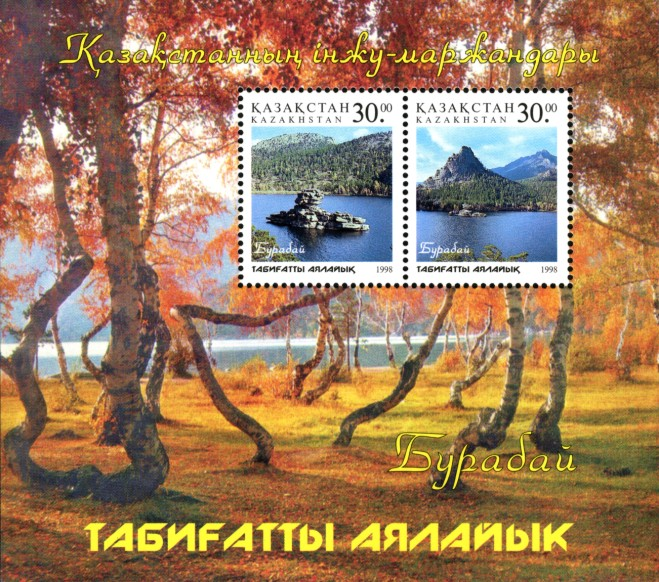
Carnet de timbres du Kazakhstan de 1998, sur le thème de Burabay.